# Lorne Balfe
Lorne Balfe (ur. 23 lutego 1976 w Inverness) – brytyjski kompozytor muzyki filmowej, pochodzący ze Szkocji.

## Kariera
Lorne Balfe, zdobywca m.in. nagrody Grammy, to kompozytor filmowy pochodzący z Inverness w Szkocji. Znany jest z aranżacji muzycznej dla animowanej produkcji Dreamworks Megamocny oraz filmu Rona Howarda Sekrety i grzeszki we współpracy z nagradzanym kompozytorem, Hansem Zimmerem. Po tym, jak stał się rozpoznawalny dzięki udziale w dwóch nominowanych do Oscara produkcjach Zimmera, Sherlocku Holmesie i Incepcjii, rozgłos uzyskał także w Wielkiej Brytanii. W 2009, Lorne został nominowany do nagrody „Odkrycie Roku” na World Soundtrack Awards za muzykę do nagrodzonego nagrodą BAFTA Crying With Laughter, był także nominowany do prestiżowej nagrody Glenfiddich Spirit of Scotland.
Balfe rozpoczął swoją karierę w Hollywood, komponując dodatkową muzykę dla takich hitów jak druga oraz trzecia część Piratów z Karaibów, Simpsonowie, Anioły i demony, Iron Man czy Transformers: Zemsta upadłych. Swoją niewielką rolę miał również w melodii do nominowanego do Złotego Globu Frost/Nixon. Pochwalony za muzykę dodatkową, rola Balfe jako producenta muzycznego filmu Mroczny Rycerz przyniosła mu nagrodę Grammy za „Best Score Soundtrack Album For Motion Picture”.
W 2009 Lorne został producentem muzycznym oraz kompozytorem oprawy muzycznej do gry komputerowej Call of Duty: Modern Warfare 2, otrzymał również niewielką rolę jako producent dodatkowej muzyki w filmie Guya Ritchiego Sherlock Holmes, który otrzymał nominację do Oscara w 2010 roku w kategorii najlepsza muzyka filmowa. Zaledwie rok później, był producentem ścieżki dźwiękowej Hansa Zimmera do filmu Christophera Nolana Incepcja, która została nominowana do Oscara za najlepszą muzykę.

## Dyskografia
2021
- Koło czasu
- Lekomania[2]

2013
- Beyond: Dwie dusze (razem z Hansem Zimmerem)

2012
- The Sweeney
- Mroczny Rycerz powstaje (muzyka skomponowana przez Hansa Zimmera) (dodatkowa muzyka)
- Frozen Ground
- Assassin’s Creed III
- Skylanders: Giants

2011
- Sherlock Holmes: Gra cieni (razem z Hansem Zimmerem) (dodatkowa muzyka)
- Kung Fu Panda 2 (dodatkowa muzyka)
- Skylanders: Spyro’s Adventure (razem z Hansem Zimmerem)
- Assassin’s Creed: Revelations (razem z Jesperem Kydem)
- Crysis 2 (razem z Hansem Zimmerem)
- Sekrety i grzeszki (razem z Hansem Zimmerem)
- Żelazny rycerz

2010
- Verizon Reklama 4G/LTE Lightning Bolt (muzyka w tle)
- Megamocny (razem z Hansem Zimmerem)
- Incepcja (dodatkowa muzyka)
- Assassin’s Creed: Brotherhood (trailer)
- Salinger (film dokumentalny o J.D. Salingerze)

2009
- Anioły i demony (dodatkowa muzyka)
- Transformers: Zemsta upadłych (dodatkowa muzyka)
- Sherlock Holmes (muzyka skomponowana przez Hansa Zimmera) (dodatkowa muzyka)
- Crying With Laughter
- Call of Duty: Modern Warfare 2 (razem z Hansem Zimmerem)
- World War II w HD (Dokument)

2008
- Madagaskar 2 (muzyka skomponowana przez Hansa Zimmera) (dodatkowa muzyka)
- Casi Divas (perkusja)
- Pokonać Saharę (dodatkowa muzyka)
- Frost/Nixon (muzyka skomponowana przez Hansa Zimmera) (dodatkowa muzyka) (dodatkowe nagrania)
- Mroczny Rycerz (muzyka skomponowana przez Hansa Zimmera i Jamesa Newtona Howarda) (dodatkowa muzyka)
- Iron Man (muzyka skomponowana przez Ramina Djawadiego) (dodatkowa muzyka)
- Granice miłości (muzyka skomponowana przez Hansa Zimmera i Omara Rodríguez-Lópeza) (solista)

2007
- Piraci z Karaibów: Na krańcu świata (muzyka skomponowana przez Hansa Zimmera) (dodatkowa muzyka)
- Simpsonowie (muzyka skomponowana przez Hansa Zimmera) (dodatkowa muzyka)
- The Simpsons Movie: The Music (Promocyjna EP-ka)(dodatkowa muzyka) (dystrybucja promocyjna)
- Transformers (muzyka skomponowana przez Steve’a Jablonskiego) (dodatkowa muzyka)
- Film o pszczołach (muzyka skomponowana przez Ruperta Gregson-Williamsa) (dodatkowa muzyka)

2006
- 10.5: Apokalipsa (muzyka skomponowana przez Henninga Lohnera) (dodatkowa muzyka) (TV)
- BloodRayne (dodatkowa muzyka)
- Piraci z Karaibów: Skrzynia umarlaka (muzyka skomponowana przez Hansa Zimmera) (dodatkowa muzyka)
- Kod da Vinci (muzyka skomponowana przez Hansa Zimmera) (dodatkowa muzyka)
- Holiday (dodatkowa muzyka)

2005
- Zły święty (dodatkowa muzyka)
- Batman: Początek (programista muzyki)
- Wallace i Gromit: Klątwa królika (muzyka skomponowana przez Juliana Notta) (dodatkowa muzyka)
- Detektyw (dodatkowa muzyka) (nie wymieniony w czołówce)
- Prinz und Paparazzi (TV) (dodatkowa muzyka)
- Kein Himmel über Afrika (TV) (dodatkowa muzyka)
- Battlefield 2: Modern Combat (dodatkowa muzyka)
- True Crime (serial)
- Mersey Cop (serial)
- Have I Been Here Before? (dokument telewizyjny)
- Artworks Scotland (dokument telewizyjny)
- The Jeremy Kyle Show (Talk Show)
- Hotel Ruanda (programista muzyki)

2004
- Wyprawa na koniec świata (miniserial) (dodatkowa muzyka)
- Sterne leuchten auch am Tag (TV) (dodatkowa muzyka)
- Hellraiser: Sekta (muzyka skomponowana przez Henninga Lohnera) (dodatkowa muzyka)
- La Torcedura (film krótkometrażowy) (dodatkowa muzyka)
- Król Artur (muzyka skomponowana przez Hansa Zimmera) (dodatkowa muzyka)
- Moja przyjaciółka gwiazdka (muzyka skomponowana przez Hansa Zimmera) (dodatkowa muzyka)
- Wimbledon (muzyka skomponowana przez Edwarda Shearmura) (dodatkowa muzyka)
- Shoebox Zoo (serial telewizyjny)
- Manhunt (serial telewizyjny)
- Crazy In Love
- Loved, Alone (film krótkometrażowy)
- Incydent w Loch Ness (dodatkowa muzyka)

2003
- Ocalić Jessicę Lynch (TV) (dodatkowa muzyka)
- Fahrerflucht (film krótkometrażowy) (dodatkowa muzyka)
- Mutant 3: Obrońca (muzyka skomponowana przez Henninga Lohnera) (dodatkowa muzyka)
- Skok życia (aranżator muzyki) (nie wymieniony w czołówce)
- Czego pragnie dziewczyna (aranżator muzyki)
- Barstow (dodatkowa muzyka)
- God Is No Soprano (film krótkometrażowy) (dodatkowa muzyka)
- William and Mary (serial telewizyjny) (dodatkowa muzyka)
- Tożsamość mordercy (serial telewizyjny) (dodatkowa muzyka)
- Pechowe tournee (dodatkowa muzyka)

2002
- The Last Detective (serial telewizyjny) (dodatkowa muzyka)
- 666 – Traue Keinem, Mit Dem Du Schläfst! (dodatkowa muzyka)
- Most Haunted (serial telewizyjno-dokumentalny) (dodatkowa muzyka)
- River City (serial telewizyjny)
- Cigarette (film krótkometrażowy)
- Animal Park (serial telewizyjno-dokumentalny)

2001
- The Wings Of A Film (asystent Hansa Zimmera)
- Ancient Warriors (dodatkowa muzyka)